# Opomyza bilineata
Opomyza bilineata är en tvåvingeart som först beskrevs av Macquart 1835.  Opomyza bilineata ingår i släktet Opomyza och familjen myllflugor.
Artens utbredningsområde är Frankrike. Inga underarter finns listade i Catalogue of Life.